# Marttisluodonaukko
Marttisluodonaukko är en fjärd i Finland. Den ligger i landskapet Egentliga Finland, i den sydvästra delen av landet, 170 km väster om huvudstaden Helsingfors.
Marttisluodonaukko avgränsas av Häviluoto i väster, Karhuluoto i nordväst, Keusto i nordöst, Pitkäluoto i nordöst, Koivusaari i öster samt Iso Maisaari i söder. Den ansluter till Laitsalmi i norr.